# Campeonato Nacional de Cuba 1980
El Campeonato Nacional de Cuba 1980 fue la 66 edición del Campeonato Nacional de Fútbol de Cuba. Comenzó el 14 de septiembre y finalizó el 23 de diciembre.

## Formato
Los catorce participantes disputan el campeonato bajo un sistema de liga, es decir, todos contra todos a visita recíproca; con un criterio de puntuación que otorga:
- 2 puntos por victoria
- 1 punto por empate
- 0 puntos por derrota.

El campeón sería el club que al finalizar el torneo haya obtenido la mayor cantidad de puntos, y por ende se ubique en el primer lugar de la clasificación.

## Resultados

### Clasificación
| Pos. | Equipo              | Pts. | PJ | G  | E | P  | GF | GC | Dif. |  |
| ---- | ------------------- | ---- | -- | -- | - | -- | -- | -- | ---- |  |
| 1    | Villa Clara (C)     | 23   | 13 | 10 | 3 | 0  | 35 | 5  | +30  |  |
| 2    | Ciudad de La Habana | 19   | 13 | 8  | 3 | 2  | 26 | 8  | +18  |  |
| 3    | Cienfuegos          | 19   | 13 | 8  | 3 | 2  | 26 | 13 | +13  |  |
| 4    | Camagüey            | 19   | 13 | 9  | 1 | 3  | 25 | 13 | +12  |  |
| 5    | Pinar del Río       | 15   | 13 | 5  | 5 | 3  | 20 | 11 | +9   |  |
| 6    | La Habana           | 15   | 13 | 5  | 5 | 3  | 16 | 13 | +3   |  |
| 7    | Las Tunas           | 14   | 13 | 7  | 0 | 6  | 21 | 14 | +7   |  |
| 8    | Santiago de Cuba    | 12   | 13 | 2  | 8 | 3  | 11 | 12 | −1   |  |
| 9    | Guantánamo          | 12   | 13 | 3  | 6 | 4  | 11 | 17 | −6   |  |
| 10   | Holguín             | 9    | 13 | 1  | 7 | 5  | 4  | 13 | −9   |  |
| 11   | Sancti Spíritus     | 9    | 13 | 4  | 1 | 8  | 16 | 30 | −14  |  |
| 12   | Matanzas            | 7    | 13 | 2  | 3 | 8  | 5  | 11 | −6   |  |
| 13   | Ciego de Ávila      | 5    | 13 | 1  | 3 | 9  | 7  | 25 | −18  |  |
| 14   | Granma              | 4    | 13 | 1  | 2 | 10 | 5  | 43 | −38  |  |

 Fuente: RSSSF
|                                         |
| Bandera de Cuba                         |
| Campeón invicto Villa Clara 1.er título |